# きれいになるテレビ
『きれいになるテレビ』は、一部日本テレビ系列局で放送されていた中京テレビ製作の生活情報番組。カネボウの一社提供。製作局の中京テレビでは1994年4月2日から同年9月24日まで放送。
この項目では、1994年10月1日から1995年3月25日まで中京テレビで放送されていたトーク番組『東京でみられないTV キレイすてき』（とうきょうでみられないテレビ キレイすてき）についても触れる。

## 概要
『きれいになるテレビ』と題して放送されていた当時は松原千明が司会を務める15分番組で、毎回様々な美容法を視聴者に紹介していた。ゲストには毎回女性芸能人を招いていた。
番組は放送開始から半年で『東京でみられないTV キレイすてき』と改題し、松原に替わって宮本亜門と東ちづるを新司会に起用。ゲストには私生活でも交流がある2人の芸能人を招き、彼らにトークを通じて互いが互いに魅力に感じる部分のルーツを再確認させる番組へとリニューアルした。また、それまで直後の時間帯に放送されていた温泉特集番組の跡地を取り込んで30分番組になった。前番組から引き続きカネボウの一社提供で放送。
後期の番組タイトルが示す通り、この番組シリーズはキー局の日本テレビでは放送されなかった。シリーズの終了後、カネボウの一社提供枠は日本テレビ系全国ネットの音楽番組『FAN』が放送される金曜23:00枠へと移行した。

## テーマ曲

### きれいになるテレビ
- K・I・R・E・I （佐藤学） - オープニングテーマ。

### 東京でみられないTV キレイすてき
- 哀しみの星座（涼風真世） - エンディングテーマ。

## 放送局

### きれいになるテレビ
| 放送対象地域 | 放送局     | 系列           | 放送日時           | 備考   |
| ------------ | ---------- | -------------- | ------------------ | ------ |
| 中京広域圏   | 中京テレビ | 日本テレビ系列 | 土曜 10:00 - 10:15 | 製作局 |
| 北海道       | 札幌テレビ | 日本テレビ系列 | 日曜 11:00 - 11:15 |        |

### 東京でみられないTV キレイすてき
| 放送対象地域 | 放送局     | 系列           | 放送日時           | 備考   |
| ------------ | ---------- | -------------- | ------------------ | ------ |
| 中京広域圏   | 中京テレビ | 日本テレビ系列 | 土曜 10:00 - 10:30 | 製作局 |

## スタッフ

### きれいになるテレビ
- 構成：上岡敏行
- 技術：森野憲俊（ニユーテレス）
- 照明：藤井輝男（プログレッソ）
- 編集：轟禎治（IMAGICA）
- MA：吉田肇（IMAGICA）
- CG：ILL SAGGIATORE
- 花：高橋永順
- 演出補：山形龍司
- プロデューサー：山本孝義（中京テレビ）、前川尚史
- 演出：疋田拓、鈴木清親
- 制作協力：エクシーズ
- 制作著作：中京テレビ

## 備考
後期の番組タイトルは『東京でみられないTV キレイすてき』であるが、中日新聞テレビ欄に掲載の番組表ではよく「キレイ」と、一見何の番組なのか分からない略し方をされていた。これは毎回限られたスペースの中で、その日の出演ゲストの名前から放送内容まで事細かに書き表していたためである。さらに、初回放送当日の番組表や番組解説においては「亜門・ちづるキレイ」と、本来のタイトルには全く無い言葉までもが添えられていた。